# MediaFire
MediaFire ist ein Sharehoster, der 2006 gegründet wurde und dessen Sitz sich in Harris County (Texas/USA) befindet. Eine Client-Version existiert für Microsoft Windows, MacOS, Linux, Android, IOS, Blackberry und als Web-App.

## Verwendung
Nutzer können Dateien online austauschen oder – in der kostenpflichtigen Variante – sichern, mittels einer Weboberfläche oder einer zu installierenden Desktop-Software. Mediafire verschlüsselt hochgeladene Dateien nicht, wie z. B. Mega.
In der kostenfreien Basis-Version verfügt der Nutzer über 10 GB Speicherplatz. Dateien werden nicht zwingend dauerhaft gespeichert. Einzelne Uploads können bis zu 20 GB groß sein. Es gibt Optionen, die Downloads öffentlich und privat zu veröffentlichen.
Die kostenpflichtigen Versionen „Pro“ und „Business“ bieten u. a. mehr Speicherplatz, persistente Datenspeicherung, erlauben Verschlüsselung von Archiven und verzichten auf Werbung und Download-Captchas.

## Rezeption
Das PC Magazin nannte MediaFire eine von den „Top 100 Undiscovered websites“ und „Top Website of 2008“ (Beste Website 2008). MediaFire verzeichnet über 43 Millionen registrierte Nutzer, über 1,3 Milliarden Unique Visits im Jahr 2012 und über 12 Millionen durchschnittliche Nutzer am Tag. Weltweit befindet sich die Webseite (gemessen am Alexa-Internet-Rang) auf Platz 146 der meistaufgerufenen Webseiten.